# Peter Capaldi
Peter Dougan Capaldi (Glasgow, 14 aprile 1958) è un attore britannico con cittadinanza italiana.
Ha avuto un gran numero di ruoli in film e in televisione, ma quelli per cui è forse più noto sono quello del dodicesimo Dottore nella serie fantascientifica Doctor Who e quello di Malcolm Tucker, protagonista della serie televisiva della BBC The Thick of It e del suo film spin-off In the Loop.
Nel 1995 ha vinto l'Oscar al miglior cortometraggio per il film da lui stesso diretto Franz Kafka's It's a Wonderful Life. Ha vinto anche due BAFTA Award, un Premio Chlotrudis come miglior attore non protagonista e due British Comedy Awards.

## Biografia
Capaldi è nato a Glasgow, in Scozia. La famiglia di sua madre, Nancy Soutar, era di Killeshandra, una cittadina della Contea irlandese di Cavan; la famiglia di suo padre, Gerald John Capaldi, proveniva invece dal paese di Picinisco, in provincia di Frosinone. Ha studiato al St Teresa's Primary School nel quartiere di Possilpark, al St Matthew's Primary School di Bishopbriggs, e al St Ninian's High School di Kirkintilloch, prima di iscriversi alla Glasgow School of Art.
Capaldi mostrò un talento precoce mettendo su uno spettacolo di pupazzi alle scuole elementari. Mentre era al liceo, è stato membro degli Antonine Players, che si sono esibiti al Fort Theatre di Bishopbriggs. Alla Glasgow School of Art è stato il cantante in una band punk chiamata Dreamboys, il cui batterista era il futuro comico Craig Ferguson.

## Carriera
La prima performance significativa di Capaldi come attore si realizzò nel 1983, quando fece il ruolo di Danny Oldsen in Local Hero. Svolse il ruolo di Ozzy in un episodio del 1985 di Minder, e ottenne dei ruoli in La tana del serpente bianco (The Lair of the White Worm) e Le relazioni pericolose (Dangerous Liaisons) nel 1988. Nel 1990 recitò in Chain, un thriller in quattro parti sulla BBC2 scritto da Desmond Lowden e diretto da Don Leaver. Nel 1995, Capaldi vinse l'Oscar al miglior cortometraggio per il suo film Franz Kafka's It's a Wonderful Life, che diresse. Nello stesso anno scrisse anche Soft Top Hard Shoulder, che vinse l'Audience Award al London Film Festival, e scrisse e diresse Strictly Sinatra. Doppiò Chief Petty Officer Grieves nella commedia della BBC Radio Our Brave Boys, e subito dopo ottenne il suo primo ruolo da protagonista in televisione come Luke Wakefield, un uomo gay velato che immagina di aver assistito ad un crimine, nella serie drammatica della BBC Mr Wakefield's Crusade.
Recitò l'immaginario produttore Tristan Campbell in due episodi della sitcom The Vicar of Dibley, e un travestito nella serie della ITV Prime Suspect 3. Nella serie di Channel 4 Psychos, interpretò un matematico con disturbo bipolare; ha fatto un'apparizione come professore universitario nella sitcom Peep Show, e ha svolto il ruolo di un primo sospettato nella serie del 2007 Waking the Dead. Nel fantasy gotico Nessun dove di Neil Gaiman, ha recitato il ruolo dell'angelo Islington. Nel 2005 Capaldi iniziò il ruolo per cui è probabilmente più noto, quello dello spin doctor Malcolm Tucker della commedia seriale della BBC The Thick of It, ruolo che ha conservato fino al 2012. Per la sua performance come Tucker, ha vinto un BAFTA Award 2010 per la migliore interpretazione in una commedia e due British Comedy Awards. Nel 2009 è stato distribuito un film spin-off di The Thick of It intitolato In the Loop.
Nel 2007 e nel 2008 Capaldi appare come Mark Jenkins nella serie TV Skins. È apparso anche in L'ispettore Barnaby (Midsomer Murders) e in Fallen Angel. Ha recitato inoltre una versione immaginaria di Lucius Caecilius Iucundus nell'episodio del 2008 "Le fiamme di Pompei" della serie di fantascienza Doctor Who. È apparso come re Carlo I nella serie di Channel 4 The Devil's Whore, e fornisce la sua voce per i film d'animazione Haunted Hogmanay e il suo sequel Glendogie Bogey. Torna nel franchise di Doctor Who nel 2009, recitando il funzionario John Frobisher in Torchwood: Children of Earth. Sempre nel 2009, torna alla regia con la sitcom di BBC Four  Getting On, in un episodio del quale è comparso in qualità di medico. Nello stesso anno, ha scritto e presentato A Portrait of Scotland, un documentario in dettaglio sui 500 anni di storia della ritrattistica scozzese. Ha recitato Balthazar, uno dei magi biblici, nell'adattamento della BBC del 2010 The Nativity.
Capaldi ha lavorato anche come prolifico narratore di audiolibri, e i suoi molti titoli includono alcune delle opere di Iain Banks. Ha interpretato il ruolo di Rory nella versione televisiva del romanzo di Banks The Crow Road. Dal 2011 al 2012, ha recitato il ruolo del professor Marcus in La signora omicidi (The Ladykillers) nella Liverpool Playhouse e poi al Gielgud Theatre di Londra. È apparso in The Field of Blood come il dottor Pete, per il quale ha ricevuto una nomination ai BAFTA Scotland, e ha avuto anche un piccolo ruolo come terapeuta in Big Fat Gypsy Gangster, scritto e interpretato dal suo co-protagonista di Getting On Ricky Grover. Nel 2012, Capaldi ha recitato il ruolo di Randall Brown, il nuovo capo di News, sul dramma della BBC2 The Hour. È apparso in World War Z del 2013. Nello stesso anno Capaldi ha scritto e diretto Born to be King, e ha recitato il protagonista di Inside the Mind of Leonardo, un documentario su Leonardo da Vinci. Ha ritratto inoltre Alan Rusbridger, il direttore del giornale The Guardian in Il quinto potere. È stato inserito nel cast di Maleficent (2014) come il re Kinloch e sarà protagonista di un nuovo adattamento de I tre moschettieri nel ruolo del cardinale Richelieu.
Il 4 agosto 2013 è stato annunciato in una diretta speciale della BBC intitolata Doctor Who Live: The Next Doctor che Capaldi avrebbe interpretato la dodicesima incarnazione del Dottore, rimpiazzando l'Undicesimo Dottore di Matt Smith. Durante la sua apparizione nella diretta, ha ammesso di essere stato un fan della serie per tutta la vita; all'età di 15 anni scrisse infatti su di essa per Radio Times. Nel 2019 è protagonista del videoclip della canzone "Someone you loved", scritta ed interpretata da suo cugino Lewis Capaldi. Qui l'attore interpreta lo struggente personaggio di un marito che cerca di superare il dolore per la perdita della moglie, conoscendo la giovane madre che ne ha ricevuto il cuore.
Nel 2020 ha ottenuto il ruolo del villain Thinker (Gaius Greves) nel film del DC Extended Universe The Suicide Squad - Missione suicida, diretto da James Gunn, uscito nelle sale nel 2021. Nel 2024 è protagonista assieme a Cush Jumbo della serie TV poliziesca Criminal Record, co-diretta da Jim Loach e andata in onda su Apple TV+.

## Vita privata
Capaldi vive a Crouch End con sua moglie, Elaine Collins (con cui è sposato dal 1991), e sua figlia, Cecily. È inoltre parente di Lewis Capaldi (cugino di secondo grado del padre del cantante), e come lui ha origini italiane, precisamente di Picinisco, paese in provincia di Frosinone. Per via delle sue origini detiene la cittadinanza italiana, di cui ha fatto richiesta successivamente alla Brexit.

## Filmografia

### Attore

#### Cinema
- Living Apart Together, regia di Charles Gormley (1982)
- Local Hero, regia di Bill Forsyth (1983)
- Tartaruga ti amerò (Turtle Diary), regia di John Irvin (1984)
- The Love Child, regia di Robert Smith (1988)
- La tana del serpente bianco (The Lair of the White Worm), regia di Ken Russell (1988)
- Le relazioni pericolose (Dangerous Liaisons), regia di Stephen Frears (1988)
- December Bride, regia di Thaddeus O'Sullivan (1991)
- Soft Top Hard Shoulder, regia di Stefan Schwarz (1992)
- Captives, regia di Angela Pope (1994)
- Il senso di Smilla per la neve (Smilla's Sense of Snow), regia di Bille August (1997)
- Mr. Bean - L'ultima catastrofe (Bean), regia di Mel Smith (1997)
- Big Fish (Shooting Fish), regia di Stefan Schwarz (1997)
- What Rats Won't Do, regia di Alastair Reid (1998)
- Little Nicky - Un diavolo a Manhattan, regia di Steven Brill (2000)
- Mrs Caldicot's Cabbage War, regia di Ian Sharp (2002)
- Max, regia di Menno Meyjes (2002)
- Shotgun Dave Rides East, regia di Graeme Oxby – cortometraggio (2003)
- Niceland (Population. 1.000.002), regia di Friðrik Þór Friðriksson (2004)
- I colori dell'anima (Modigliani), regia di Mick Davis (2004)
- House of 9, regia di Steven R. Monroe (2005)
- Wild Country, regia di Craig Strachan (2005) - cameo
- Non dire sì - L'amore sta per sorprenderti (The Best Man), regia di Stefan Schwarz (2005)
- Pinochet in Suburbia, regia di Richard Curson Smith – documentario (2006)
- Magicians, regia di Andrew O'Connor (2007)
- In the Loop, regia di Armando Iannucci (2009)
- Big Fat Gypsy Gangster, regia di Ricky Grover (2012)
- World War Z, regia di Marc Forster (2013)
- Il quinto potere (The Fifth Estate), regia di Bill Condon (2013)
- Paddington, regia di Paul King (2014)
- Paddington 2, regia di Paul King (2017)
- La vita straordinaria di David Copperfield (The Personal History of David Copperfield), regia di Armando Iannucci (2019)
- The Suicide Squad - Missione suicida (The Suicide Squad), regia di James Gunn (2021)
- Benediction, regia di Terence Davies (2021)

#### Televisione
- Crown Court – serie TV, episodio 13x31 (1984)
- Minder – serie TV, episodio 6x02 (1985)
- Travelling Man – serie TV, episodio 2x06 (1985)
- John and Yoko: A Love Story – film TV (1985)
- Gli occhi dei gatti (C.A.T.S. Eyes) – serie TV, episodio 2x02 (1986)
- Rab C. Nesbitt – serie TV, episodio 1x00 (1988)
- Shadow of the Noose – miniserie TV (1989)
- Dramarama – serie TV, episodio 7x07 (1989)
- Ruth Rendell – serie TV, episodi 4x01-4x02-4x03 (1990)
- Poirot (Agatha Christie's Poirot) – serie TV, episodio 3x05 (1991)
- Selling Hitler – miniserie TV (1991)
- Titmuss Regained – miniserie TV (1991)
- Mr. Wakefield's Crusade – serie TV, episodi 1x01-1x02-1x03 (1992)
- Early Travellers in North America – serie TV, episodi 1x01-1x03-1x04 (1992)
- The Secret Agent – serie TV, episodi 1x01-1x02-1x03 (1992)
- The Comic Strip Presents... – serie TV, episodio 5x06 (1993)
- Stay Lucky – serie TV, episodio 4x02 (1993)
- Prime Suspect 3 – serie TV, episodi 3x01-3x02 (1993)
- Chandler & Co – serie TV, 6 episodi (1994)
- The All New Alexei Sayle Show – serie TV, 7 episodi (1994-1995)
- The Vicar of Dibley – serie TV, episodi 1x02-1x08 (1994-1996)
- Delta Wave – serie TV, episodi 1x07-1x08 (1996)
- Neverwhere – serie TV, 5 episodi (1996)
- The Crow Road – serie TV, 4 episodi (1996)
- The History of Tom Jones, a Foundling – serie TV, episodi 1x03-1x04-1x05 (1997)
- Psychos – serie TV, episodio 1x06 (1999)
- The Greatest Store in the World, regia di Jane Prowse – film TV (1999)
- High Stakes – serie TV, episodio 1x06 (2001)
- In Deep – serie TV, episodio 3x07 (2003)
- Fortysomething – serie TV, 5 episodi (2003)
- Judge John Deed – serie TV, episodio 3x03 (2003)
- Sea of Souls – serie TV, episodi 1x01-1x02 (2004)
- My Family – serie TV, episodio 5x11 (2004)
- Foyle's War – serie TV, episodio 3x04 (2004)
- Peep Show – serie TV, episodio 2x04 (2004)
- The Afternoon Play – serie TV, episodio 3x05 (2005)
- The Thick of It – serie TV, 21 episodi (2005-2012)
- Donovan – serie TV, episodio 1x03 (2006)
- L'ispettore Barnaby (Midsomer Murders) – serie TV, episodio 9x07 (2006)
- Haunted Hogmanay – cortometraggio TV(2006)
- Waking the Dead – serie TV, episodi 6x05-6x06 (2007)
- Coming Up – serie TV, episodio 5x06 (2007)
- Fallen Angel – serie TV, episodi 1x02-1x03 (2007)
- Skins – serie TV, 4 episodi (2007-2008)
- Doctor Who – serie TV, 43 episodi (2008-2017)
- Midnight Man – serie TV, episodi 1x01-1x02 (2008)
- The Devil's Whore – miniserie TV (2008)
- Torchwood – serie TV, terza stagione (2009)
- Getting On (serie televisiva 2009) – serie TV, episodi 1x02-2x02-2x06 (2009-2010)
- A Portrait of Scotland, regia di Sandy Raffan – documentario TV (2009)
- Una storia in 10 minuti (Ten Minute Tales) – serie TV, episodio 1x09 (2009)
- Accused – serie TV, episodio 1x03 (2010)
- The Nativity – miniserie TV (2010)
- The Suspicions of Mr Whicher, regia di James Hawes – film TV (2011)
- The Field of Blood – serie TV, episodi 1x01-1x02 (2011)
- The Cricklewood Greats, regia di Peter Capaldi – film TV (2012) - sé stesso
- The Hour – serie TV, 6 episodi (2012)
- Inside the Mind of Leonardo, regia di Julian Jones – documentario TV (2013)
- The Musketeers – serie TV, 10 episodi (2014)
- Class – serie TV, episodio 1x01 (2016)
- Christmas Ghost Story– film TV (2019)
- The Devil's Hour – serie TV (2022)
- Criminal Record – serie TV, 8 episodi (2024)
- Black Mirror – serie TV, episodio "Come un giocattolo" (2025)

#### Videoclip
- Someone You Loved - Lewis Capaldi

### Doppiatore
- Glendogie Bogey regia di Cameron Fraser e Neil Jack – cortometraggio TV (2008)
- I pinguini di Madagascar (The Penguins of Madagascar) – serie TV, episodio 2x49 (2011)
- Ritorno al Bosco dei 100 Acri (Christopher Robin), regia di Marc Forster (2018)
- La collina dei conigli (Watership Down), regia di Noam Murro (2018)

### Regista
- Franz Kafka's It's a Wonderful Life – cortometraggio (1993)
- Strictly Sinatra (2001)
- Getting On – serie TV, 9 episodi (2009-2010)
- The Cricklewood Greats – film TV (2012)

### Sceneggiatore
- Soft Top Hard Shoulder (1992)
- Franz Kafka's It's a Wonderful Life – cortometraggio (1993)
- Strictly Sinatra (2001)
- The Cricklewood Greats – film TV (2012)

## Riconoscimenti
- 1995: British Academy Film Award for Best Short Film per Franz Kafka's It's a Wonderful Life
- 1995: Oscar al miglior cortometraggio per Franz Kafka's It's a Wonderful Life
- 2009: Chlotrudis Award for Best Cast per In the Loop
- 2009: Chlotrudis Award for Best Supporting Actor per In the Loop
- 2010: British Academy Television Award for Best Comedy Performance per The Thick of It
- 2010: British Comedy Award for Best Television Actor per The Thick of It
- 2012: British Comedy Award for Best Television Actor per The Thick of It
- 2014: RTS Scotland Award

## Doppiatori italiani
Nelle versioni in lingua italiana dei suoi lavori, Peter Capaldi è stato doppiato da:
- Luca Dal Fabbro in Le relazioni pericolose, The Devil's Hour, Criminal Record
- Oliviero Dinelli in Torchwood, Paddington, Paddington 2, Paddington in Perù
- Massimo Lodolo in Prime Suspect, The Musketeers
- Massimo Rinaldi ne Il senso di Smilla per la neve, Doctor Who (ep. 4x02)
- Marco Mete in Doctor Who, La vita straordinaria di David Copperfield
- Alberto Angrisano ne L'ispettore Barnaby
- Oreste Baldini ne I colori dell'anima
- Alberto Bognanni in House of 9
- Nino Prester in Non dire sì
- Mauro Gravina in Skins
- Alessandro Rossi in World War Z
- Tony Sansone ne Il quinto potere
- Stefano Benassi in The Suicide Squad - Missione suicida
- Germano Basile ne La tana del serpente bianco (ridoppiaggio)

Da doppiatore è sostituito da:
- Gianni Gaude in LEGO Dimensions
- Oliviero Dinelli in Ritorno al Bosco dei 100 Acri (dialoghi)
- Mino Caprio in Ritorno al Bosco dei 100 Acri (canto)
- Pasquale Anselmo ne La collina dei conigli (Kehaar)
- Alessandro Rossi ne La collina dei conigli (voce narrante)